# Nutbush
Nutbush är en ort i Haywood County i delstaten Tennessee i USA med 259 invånare. Orten är känd som sångerskan Tina Turners födelseort. Hon sjunger om barndomsstaden i låten Nutbush City Limits, som hon spelat in i olika versioner - först tillsammans med dåvarande maken Ike Turner 1973 och sedan som soloartist.

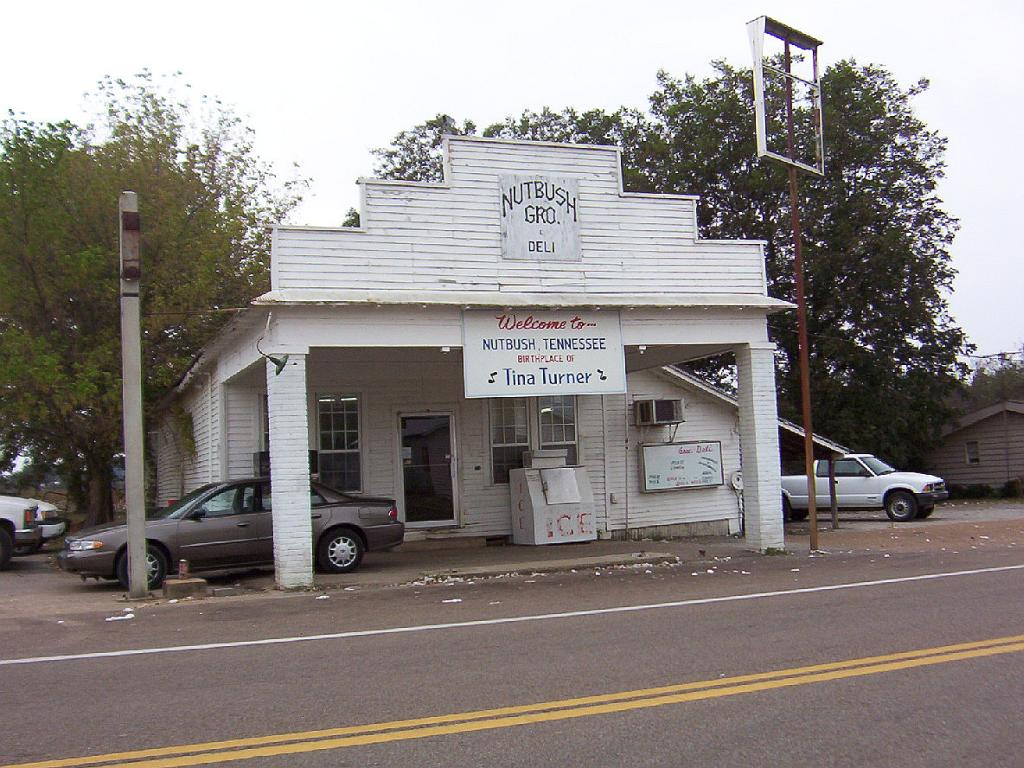
Butik i Nutbush (2004).